# Planocassidulina
Cassilamellina es un género de foraminífero bentónico considerado un sinónimo posterior de Islandiella de la subfamilia Cassidulininae, de la familia Cassidulinidae, de la superfamilia Cassidulinoidea, del suborden Buliminina y del orden Buliminida. Su especie tipo era Cassidulina norcrossi. Su rango cronoestratigráfico abarcaba desde el Pleistoceno hasta la Actualidad.

## Discusión
Clasificaciones previas incluían Cassilamellina en el suborden Rotaliina del orden Rotaliida.

## Clasificación
Cassilamellina incluía a las siguientes especies: 
- Planocassidulina norcrossi
- Planocassidulina praehelenae